# Wimbledon (métro de Londres)
Pour les articles homonymes, voir Wimbledon.
Wimbledon (en anglais : Wimbledon tube station, ou Wimbledon Underground station), est une station terminus de la ligne District du métro de Londres, en zone 3 Travelcard. Elle est située à The Broadway Wimbledon dans le borough londonien de Merton sur le territoire du Grand Londres.
Elle est en correspondance avec la gare de Wimbledon dont elle partage une entrée commune et avec la station terminus de la ligne de tramway Tramlink.

## Services aux voyageurs

### Desserte

Installations et desserte
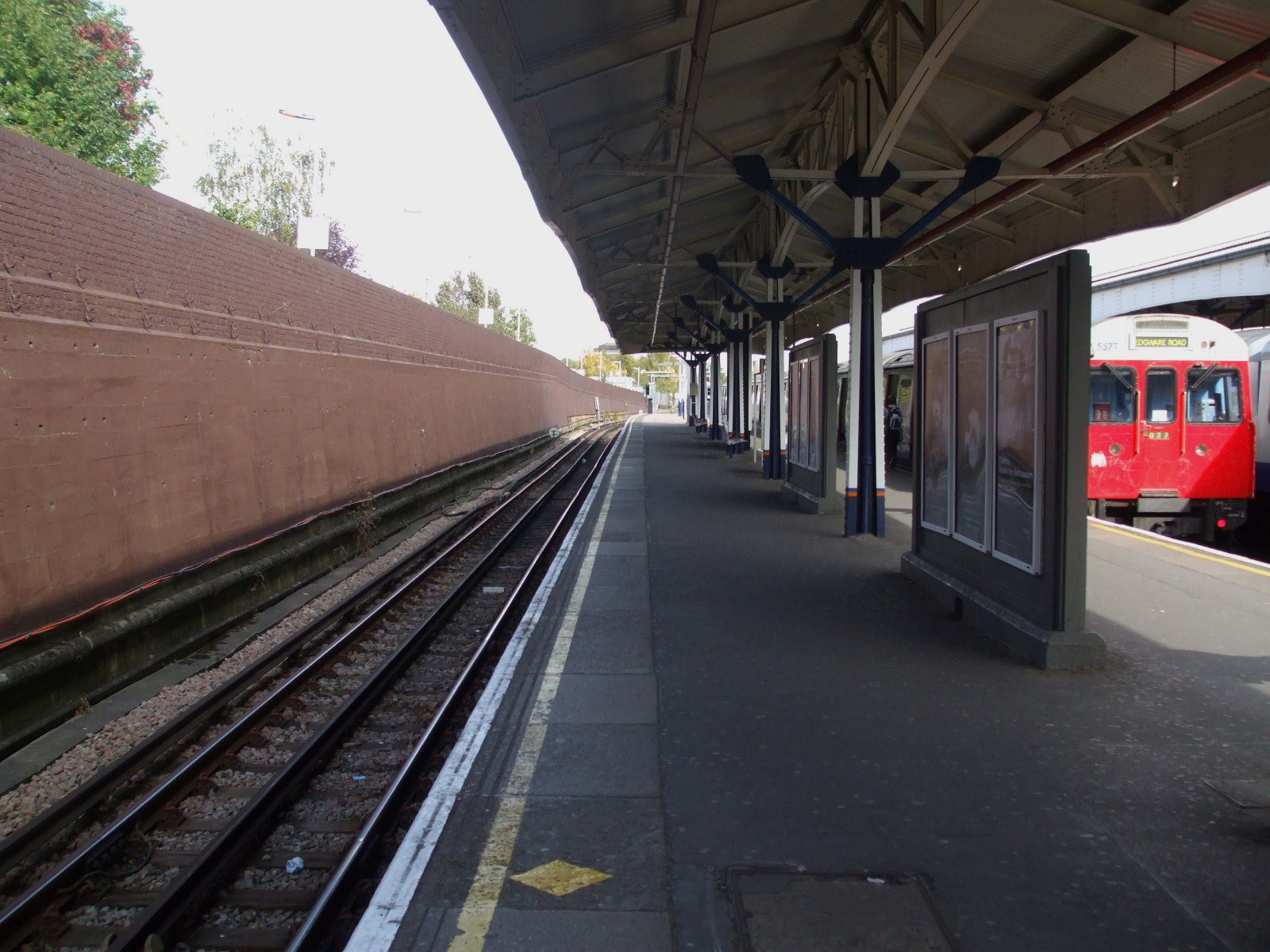
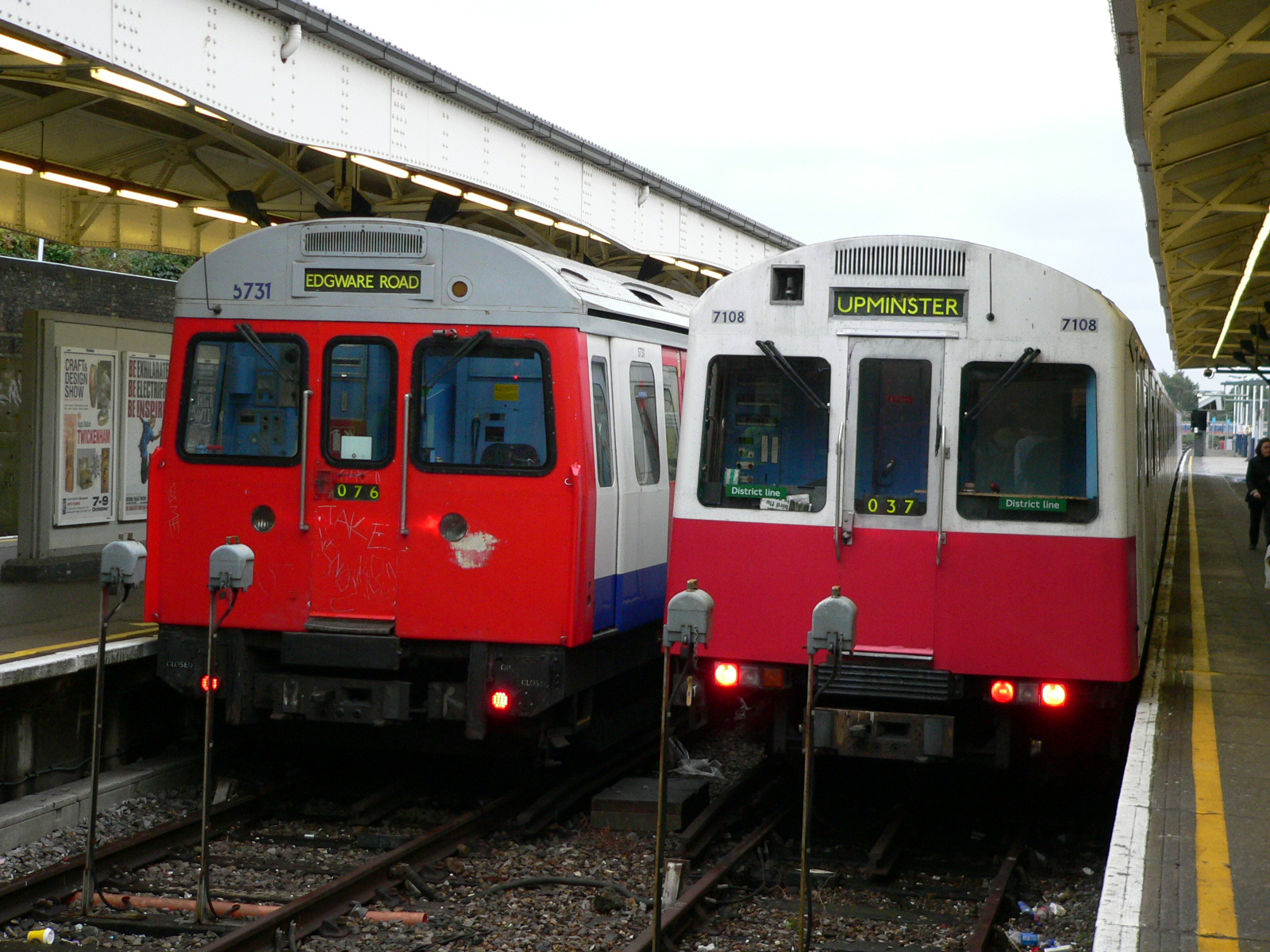
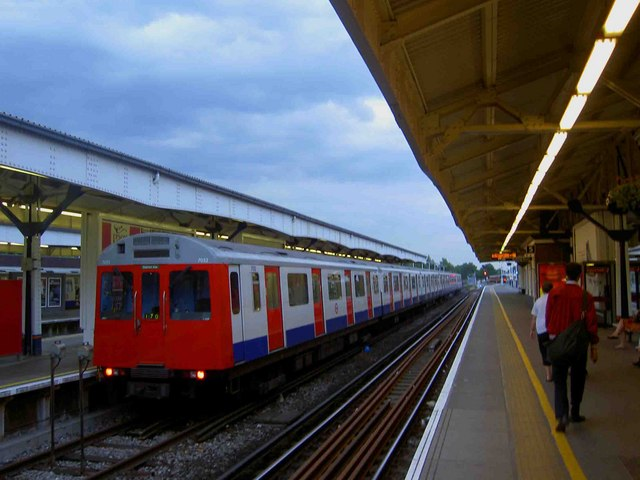

### Intermodalité
Elle est en correspondance avec la gare de Wimbledon dont elle partage une entrée commune. Elle est desservie par les trains de South West Trains.

## À proximité
- Wimbledon